# Mariusz Antoni Kamiński

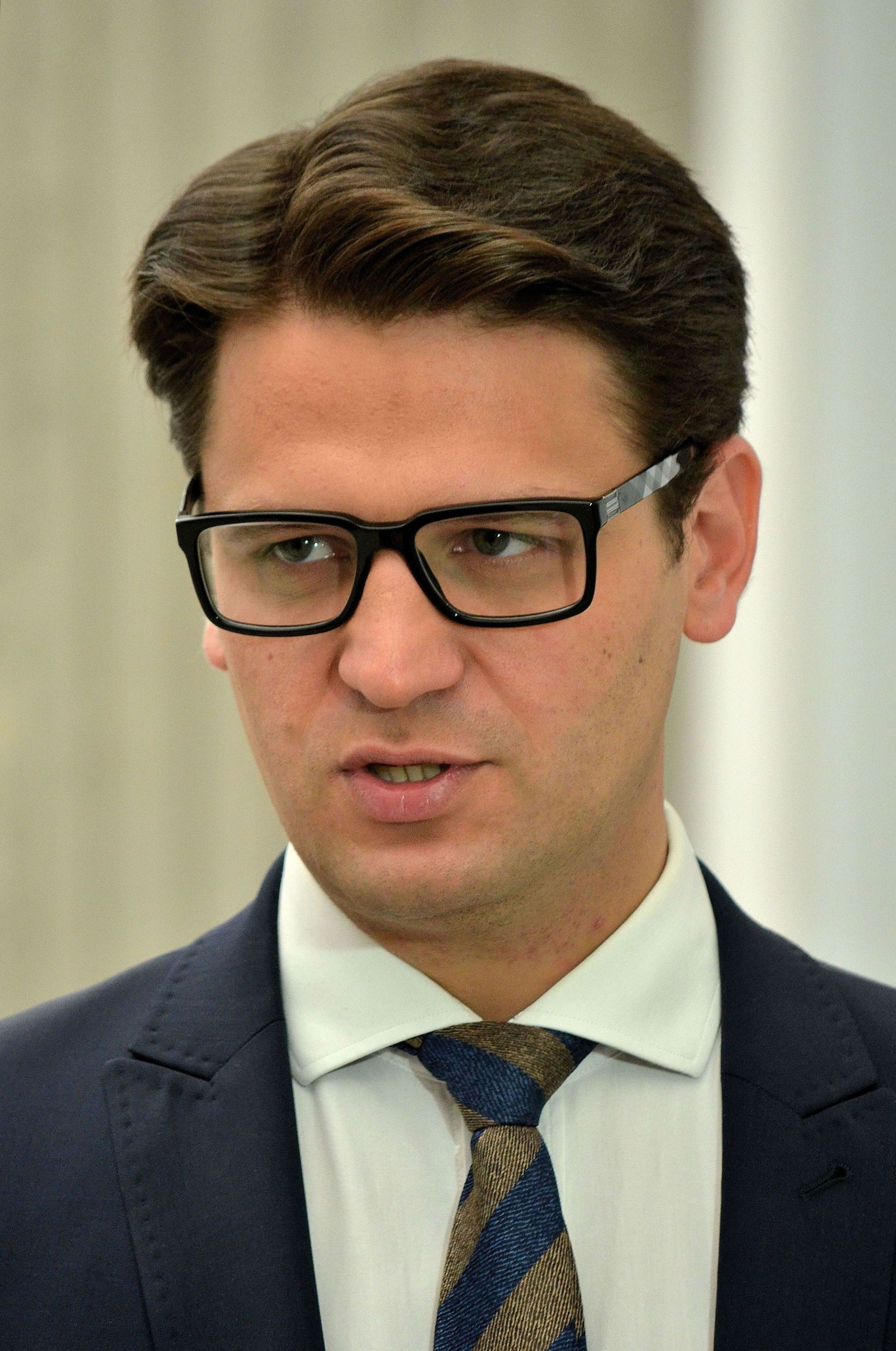
Mariusz Antoni Kamiński (2014)

Mariusz Antoni Kamiński (* 30. März 1978 in Łapy) ist ein polnischer Politiker (PiS) und war von 2007 bis 2015 Abgeordneter des Sejm in der VI. und VII. Wahlperiode.

## Leben und Beruf
Er absolvierte das Studium der Rechtswissenschaften an der Universität Białystok und wurde dort 2012 mit der Arbeit „Frakcje parlamentarne w Sejmie RP. Regulacje prawne, analiza porównawcza, praktyka parlamentarna“ promoviert.
In den Jahren 2000 bis 2001 arbeitete er als Assistent des Direktors der Staatlichen Agentur für Radiokommunikation in Białystok und 2001 als Leiter für Finanzen und Verwaltung im Amt für Telekommunikationsregulierung. In den Jahren 2001 bis 2002 leitete er das Abgeordnetenbüro von Michał Kamiński in Białystok. Von 2002 bis 2007 führte er eine private Firma namens „E-Art Center“.
In den Jahren 2003 bis 2005 arbeitete er als Spezialist für Organisationsfragen in der Kommunalgesellschaft PUHP „Lech“ Sp. z o.o., die von Krzysztof Putra geleitet wurde. Danach war er dessen Assistent und Berater, als dieser von 2005 bis 2007 das Amt des Vizemarschalls des Senats bekleidete. Im Februar 2016 wurde er zum Vorstandsvorsitzenden des staatlichen Rüstungskonzerns Polski Holding Obronny ernannt, musste aber wegen starken öffentlichen Drucks auf die Annahme des Postens verzichten. 2022 habilitierte er sich mit der Arbeit Ewolucja wywiadu jako instytucji państwa an der Wydział Bezpieczeństwa Narodowego Akademii Sztuki Wojennej, der polnischen Militärakademie.
Kamiński ist in zweiter Ehe verheiratet.

## Politik
Er gehörte der rechtsextremistischen Młodzież Wszechpolska an (in den Jahren 1997 bis 1998 war er Vorsitzender des Regionalverbandes Białystok) und der Zjednoczenie Chrześcijańsko-Narodowe (Christlich-Nationale Vereinigung – ZChN, in den Jahren 1998 bis 2000 war er Sekretär des Regionalvorstandes). Später trat er der Przymierze Prawicy (PR) bei und wurde danach Mitglied der Partei Prawo i Sprawiedliwość (PiS), in der er das Amt des Sekretärs bekleidet und Mitglied des Präsidiumsvorstandes der Region wahrnahm. In den Jahren 2001 bis 2005 war er Bevollmächtigter des Forums der Jungen PiS in der Region Białystok.
Bei den Selbstverwaltungswahlen 2006 wurde er über die Liste der PiS in den Stadtrat von Białystok gewählt. Er war in dieser Eigenschaft Vorsitzender der Kommission für Kommunale Selbstverwaltung und Sicherheit sowie Vorsitzender der PiS-Fraktion.
Bei den Parlamentswahlen 2007 wurde er über die Liste der PiS für den Wahlkreis Białystok mit 11.823 Stimmen in den Sejm gewählt. Er war Mitglied der Sejmausschusses für Justiz sowie für Abgeordnetenangelegenheiten. Bei der Parlamentswahl 2011 wurde er wiedergewählt.
2014 wurde er aus der PiS ausgeschlossen. Polnische Medien beschuldigten Kamiński sowie  seine beiden Fraktionskollegen Adam Hofman und Adam Rogacki, Spesenbetrug begangen zu haben: Die Drei hatten in ihrer Spesenrechnung für die Teilnahme an Sitzungen der Parlamentarischen Versammlung des Europarats in Madrid jeweils die Anfahrt im Privat-PKW angegeben und entsprechendes Kilometergeld in Rechnung gestellt. In Wirklichkeit aber waren sie mit der Billiglinie Ryanair geflogen. Die Ticketpreise lagen den Berichten zufolge deutlich unter den für angeblichen Autofahrten veranschlagten Kosten. 2015 schied er aus dem Sejm aus.